# Gada Ale
Gada Ale är en vulkan i Etiopien. Den ligger i den norra delen av landet, 600 km norr om huvudstaden Addis Abeba. Toppen på Gada Ale är 287 meter över havet.
Terrängen runt Gada Ale är huvudsakligen platt, men den allra närmaste omgivningen är kuperad. Runt Gada Ale är det ganska glesbefolkat, med 31 invånare per kvadratkilometer. Det finns inga samhällen i närheten. Trakten runt Gada Ale är ofruktbar med lite eller ingen växtlighet.